# Ташели

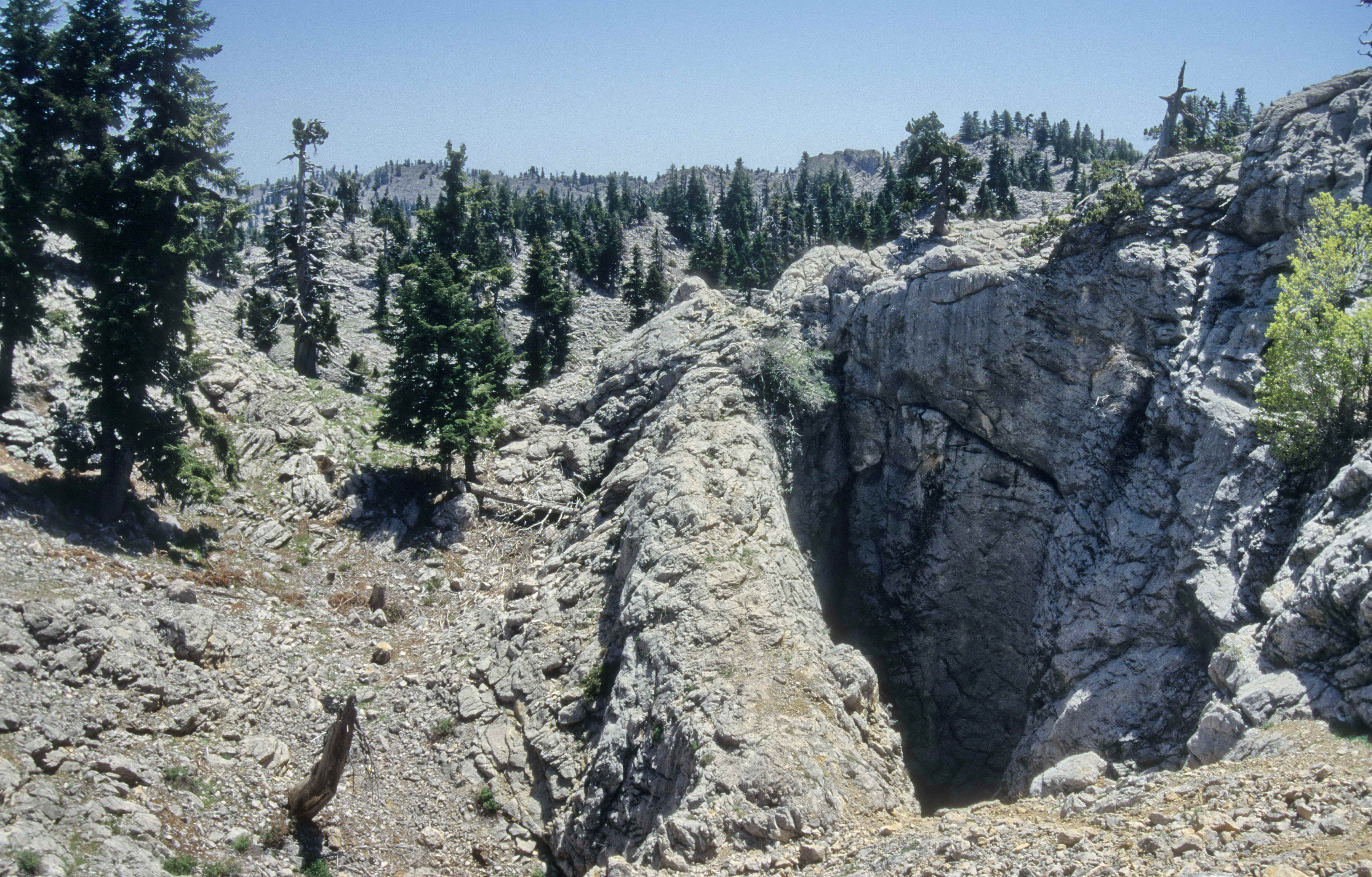
Карстовый провал

Плато Ташели (тур. Taşeli Platosu) — горное плато в Турции, в составе Центрального Тавра, с высотами до 2339 м н.у.м. Плато расположено на стыке трёх административных областей (илов): Анталья (район Газипаша), Караман (Сарывелиер, Эрменек), Мерсин (Анамур, Бозязы).

## Описание
Средняя высота плато 1944 м, с плавным повышением с севера на юг. С севера плато ограничено правым истоком реки Гёксу (Эрменек), с юга обрывается к низкогорью побережья Средиземного моря. Плато преимущественно сложено известняками юрского и мелового периода, местами покрытыми пластами известняков третичного периода. Плато интенсивно закарстовано, покрыто суходолами и полями воронок.

## Пещеры
На плато находятся глубочайшая пещера Турции ЭГМА (тур. Peynirlikönü Düdeni, глубина −1429 м, протяжённость 3318 м) и третья по глубине Чукурпинар (−1196 м).